# Fearless Records
Fearless Records este o casă de înregistrări americană orientată spre rock alternativ, fondată în anul 1992.

## Artiști afiliați la Fearless Records
- Lista artiștilor ai Fearless Records

## Vezi și
- Lista caselor de discuri